# Concept2

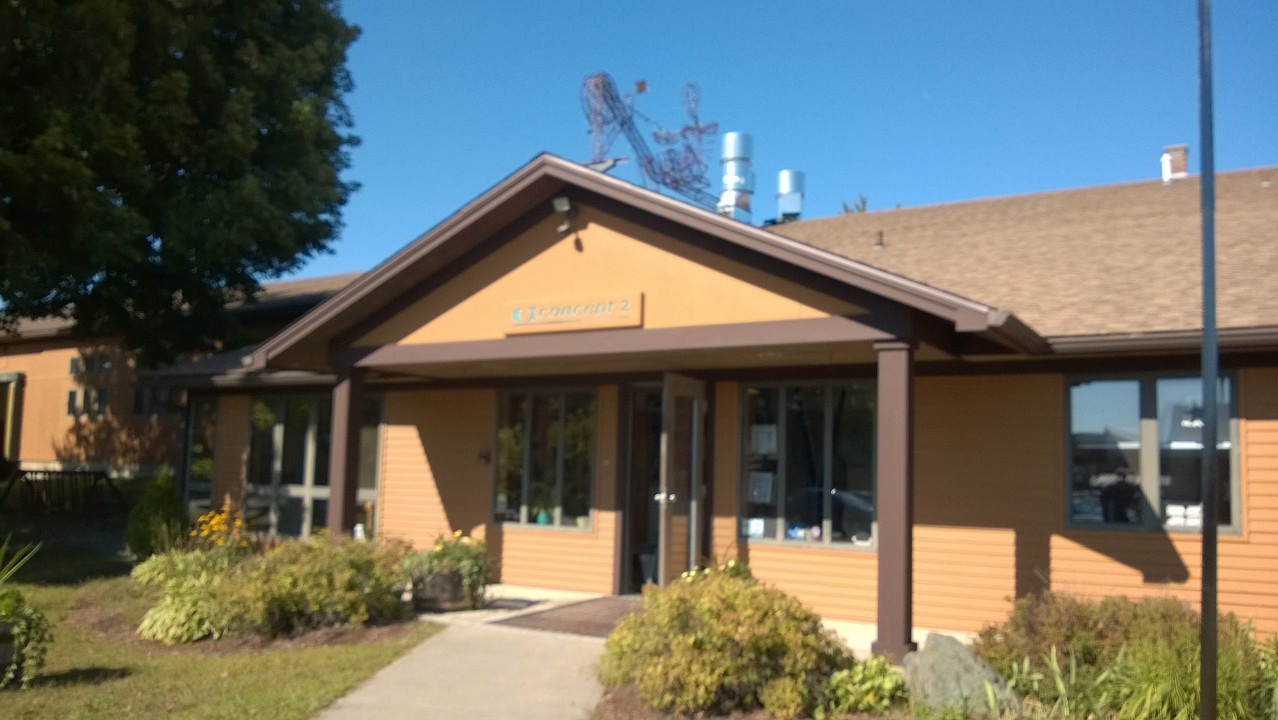
Firmenzentrale von Concept2 in Morrisville.

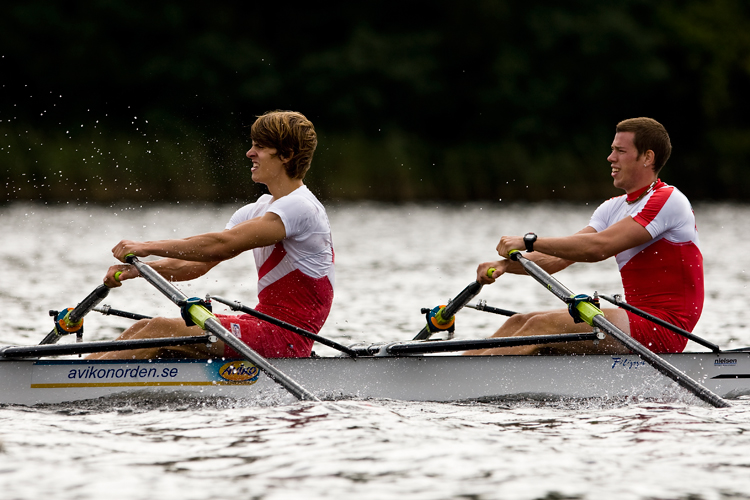
Moderne Skulls von Concept2 können an der grünen Manschette erkannt werden.

Concept2 ist ein Ausrüster im Bereich des Rudersports und Skilanglaufs. Bei Skulls und Riemen sowie Ruderergometern ist das Unternehmen Weltmarktführer. Es stellt darüber hinaus auch Skilanglauf- und Fahrradergometer her.

## Geschichte
Das Unternehmen Concept2 wurde 1976 von den Ruderern und Brüdern Peter und Dick Dreissigacker in Morrisville im Norden des US-Bundesstaates Vermont gegründet. Es stellte als erster Anbieter Skulls und Riemen aus kohlenstofffaserverstärktem Kunststoff her. 1979 wurde das erste Ruderergometer, das damalige Modell A, auf den Markt gebracht. 2011 wurde das 35-jährige Firmenjubiläum gefeiert. Mittlerweile arbeiten über 100 Menschen für Concept2.

## Produkte

### Skulls und Riemen

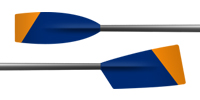
Formen der Ruderblätter: oben „Mâcon-Form“; unten „Big-Blade“

Concept2 bietet Skulls und Riemen mit einem Ruderblatt in „Big-Blade“- und „Macon“-Form an. Insbesondere für die Big-Blades sind verschiedene Untertypen verfügbar, die eigene Charakteristika bezüglich des Rudergefühls aufweisen. Mit einer optionalen sogenannten „Vortex-Kante“ kann am Blattende eine bessere Wasseranströmung erreicht werden. Concept2 fertigt alle Skulls und Riemen aus einem Mix aus Kohlenstofffasern und Glasfasern. Moderne Concept2-Skulls und -Riemen sind an einer grünen Manschette erkennbar. Zuvor waren weiße Manschetten typisch.
In Anlehnung an die Firmengründer werden Concept2-Ruder auch als „Dreissigacker-Skull“ bzw. „Dreissigacker-Riemen“ bezeichnet. Diese Bezeichnung ist auch auf den Firmenprodukten aufgedruckt.

### Ruderergometer

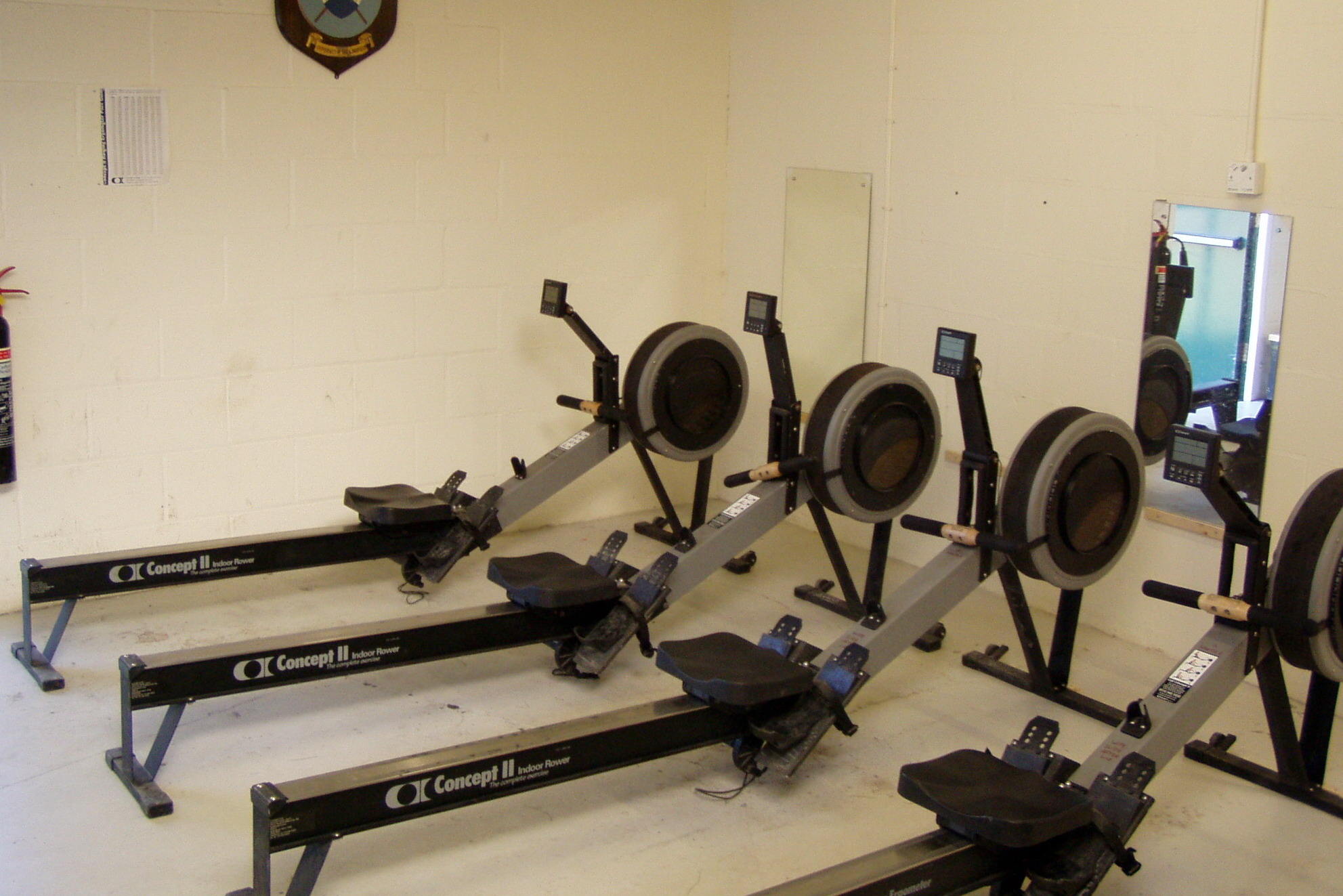
Ruderergometer der älteren Modellreihe C

1981 entwickelten die Brüder Dreissigacker den Concept2 Indoor Rower, ein Rudergerät für Trockenübungen, welches in verschiedenen Varianten für Leistungssport, therapeutische Anwendungen oder für Ruderaktivitäten zu Hause verwendet werden kann. Technisch basiert das Funktionsprinzip des Gerätes auf einem Windrad, welches durch den Nutzer angetrieben einen Luftwiderstand erzeugt.
Begünstigt durch die nationalen wie auch internationalen Wettkämpfe, welche ausschließlich auf Modellen von Concept2 ausgetragen werden, haben sich die Geräte zum Quasi-Standard im Rudersport weltweit entwickelt. Aktuelle Modellreihen sind die E und D Indoor Rowers. Diese unterscheiden sich nur durch ihr Gewicht und die Aufstellhöhe.

### SkiErg
Der Concept2 SkiErg ist eine Abwandlung des Ruderergometers für den Skilanglauf, in dem Dick Dreissigackers Tochter Hannah Dreissigacker Erfolge feierte. Der SkiErg ist dafür ausgelegt, die Muskeln und die Ausdauer im Ganzkörpertraining für das Skifahren zu stärken. Dabei werden das gleiche Windrad und die elektronischen Überwachungssysteme verwendet, die beim Indoor Rower seit 1981 zum Einsatz kommen. Über einen erweiterten Monitor können die eigenen Leistungsdaten, die Herzfrequenzüberwachung und Trainingseinstellungen abgerufen oder vorgenommen werden.

### BikeErg
2018 präsentierte Concept2 ein eigenes Fahrradergometer, das auf dem gleichen Prinzip funktioniert, wie die zuvor genannten Ergometer, jedoch zusätzlich über einen Leerlauf verfügt, wie er bei echten Fahrrädern zu finden ist. Der BikeErg besitzt dabei die Ergonomie eines Rennrads und kann sowohl zur Simulation langer Endurance-Fahrten als auch zum Spinning eingesetzt werden.